# Holodactylus cornii
Holodactylus cornii är en ödleart som beskrevs av  Giuseppe Scortecci 1930. Holodactylus cornii ingår i släktet Holodactylus och familjen geckoödlor. Inga underarter finns listade i Catalogue of Life.
Denna ödla har två från varandra skilda populationer i Somalia. Exemplaren vistas där i torra buskskogar.
Inget är känt angående populationens storlek och möjliga hot. IUCN listar arten med kunskapsbrist (DD).